# 聖馬丁將軍縣 (拉里奧哈省)

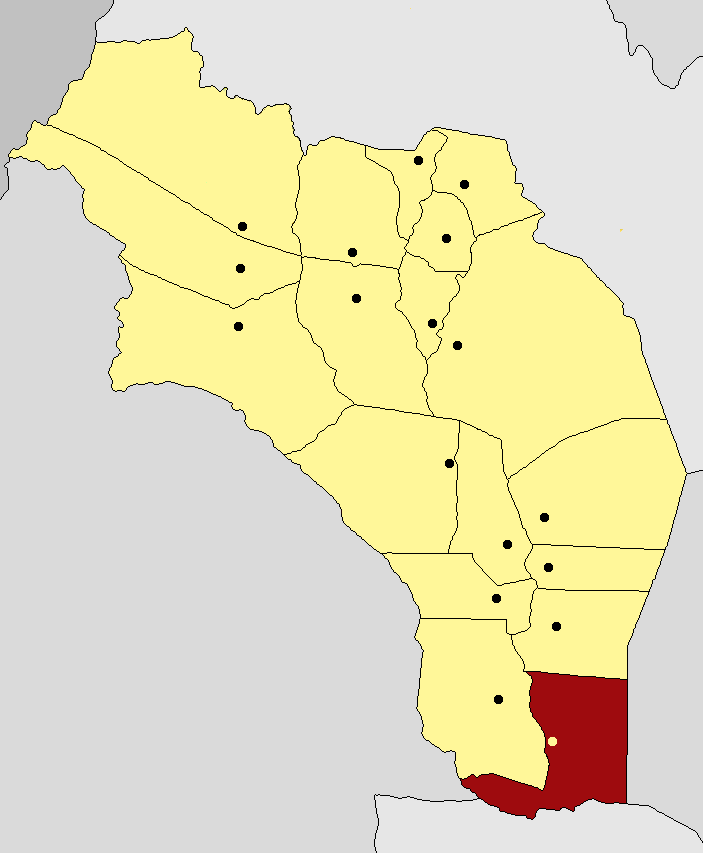

聖馬丁將軍縣（西班牙語：Departamento General San Martín），是阿根廷的縣份，位於該國西北部拉里奧哈省，首府設於烏拉佩斯，面積5,034平方公里，2010年人口4,944，人口密度每平方公里0.98人。
31°34′22″S 66°14′15″W / 31.57278°S 66.23750°W